# Zappy Max
Pour les articles homonymes, voir Max et Doucet.
Max Doucet, dit Zappy Max, né le 23 juin 1921 à Paris 14e et mort le 16 juin 2019 à Aix-en-Provence, est l'un des animateurs radiophoniques les plus célèbres en France et en Belgique des années 1950 aux années 1980, travaillant pour Radio Luxembourg (devenue RTL) et Radio Monte-Carlo (RMC). Monsieur Champagne a été son partenaire.

## Biographie

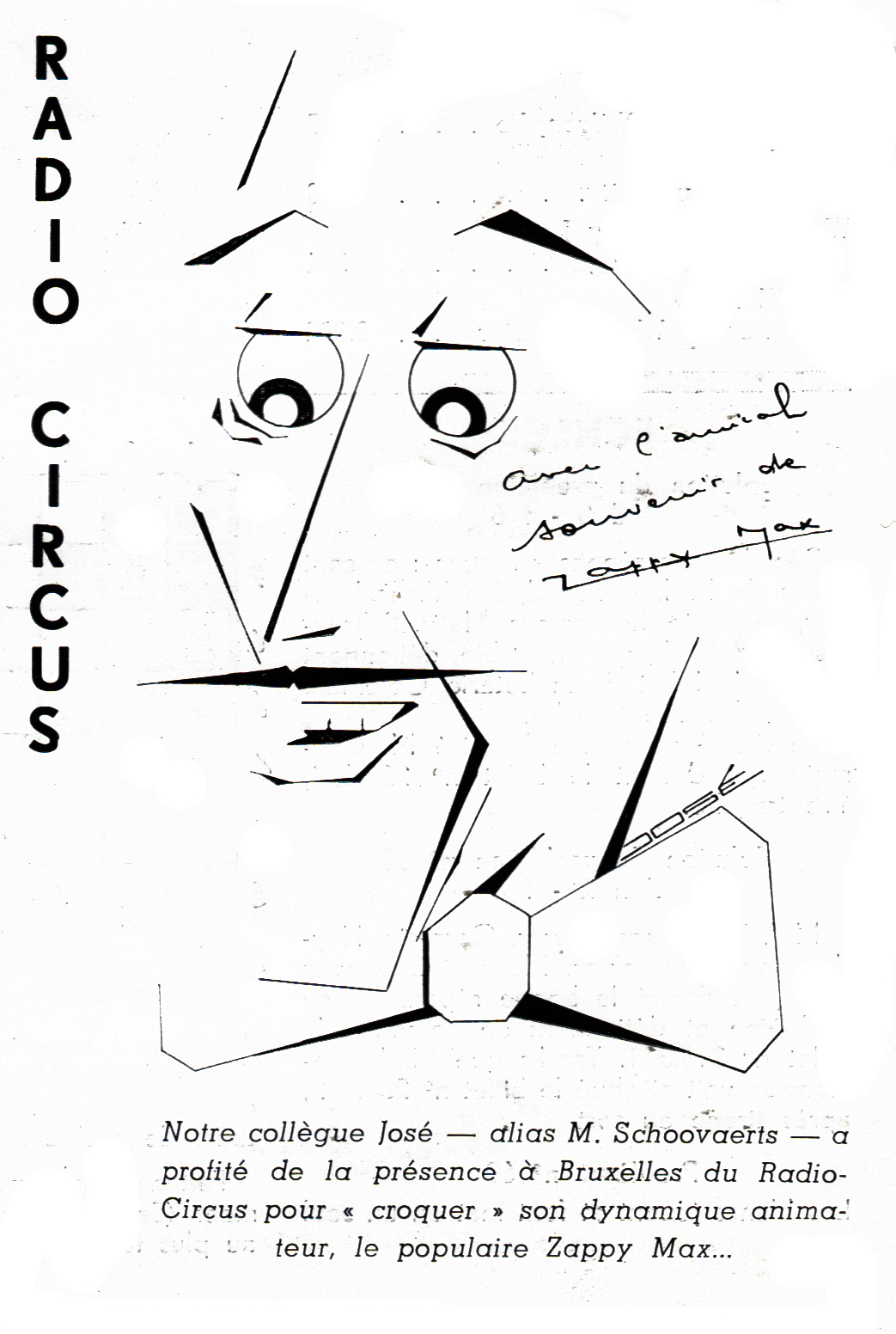
« croqué » par José Schoovaerts

Fils unique de Maxime et Julia Doucet, son père meurt en 1937, ce qui l'oblige à enchaîner les petits boulots : laveur de vitres, camelot, etc. Zappy Max débute en 1941 dans le music-hall dans le groupe "Les 5 Mathurins" où il imite Popeye en anglais et en portant l'uniforme des Marines. En 1943, il est requis pour le S.T.O. et part travailler dans des mines. En 1944, il est professeur de claquettes et en 1945 il intègre en tant que chanteur et animateur l'orchestre de Jacques Hélian, avec lequel il reste deux ans.
En 1947, il est engagé par Louis Merlin pour animer de nombreux jeux sur Radio Luxembourg tels que, entre autres, le Quitte ou double et le Crochet radiophonique sous le chapiteau géant du Radio Circus (créé par Roger Audiffred et Jean Coupan) appartenant aux Gruss-Jeannet (Lucien Jeannet, Alexis Gruss Sr. et André Gruss). Avec le Radio Circus, il parcourt durant les années 1950 de nombreuses routes de France et de Belgique. Ces manifestations publiques, qui rassemblent entre dix et vingt mille personnes en moyenne, sont également une opération de communication de la marque de shampooing Dop.
Il a fait des émissions sous forme de feuilletons : Vas-y Zappy, Ça va bouillir et C'est parti mon Zappy.
Sa présence à Radio Luxembourg s'achève en 1966 lorsque celle-ci devient RTL. Son éviction le contrarie beaucoup. Il poursuit sa carrière radiophonique à Radio Monte-Carlo (RMC) en reprenant le jeu Quitte ou double de 1974 jusqu'en 1982/1983.
Il a joué dans des pièces de théâtre et dans plusieurs films.
Un album de bande dessinée ayant pour titre Zappy Max : ça va bouillir, dessiné par Maurice Tillieux, paru à l'origine dans le journal Pilote en 1959, est édité en 2010 par les Éditions de l'Élan. Cet album contient également un texte de présentation de plusieurs pages, rédigé par Zappy Max, avec photos et documents divers. Un autre texte décrit la naissance du journal Pilote ainsi que l'ambiance radiophonique de l'époque et un survol des programmes radio les plus célèbres de cette période, dont ceux présentés par Zappy Max.
Sa passion pour le music-hall, que lui a léguée son père, lui donne envie d'écrire un nouveau livre en 2010, aux éditions ABM : Mes « Géants » du music-hall. Ce livre contient plus de 80 portraits — texte et photos — des grands noms de la chanson depuis les cafés-concerts de grand-papa jusqu'à l'Olympia d'aujourd'hui.
À 90 ans, il annonce au début des années 2010 être en cours d’écriture d’un prochain livre, Mes Z d'or… Mémoires d'un cinéphile (portraits - texte et photos - de mes comédiens préférés) qui ne paraîtra pas. Zappy Max meurt le 16 juin 2019 à Aix-en-Provence, une semaine avant son quatre-vingt-dix-huitième anniversaire.

### Prise de position

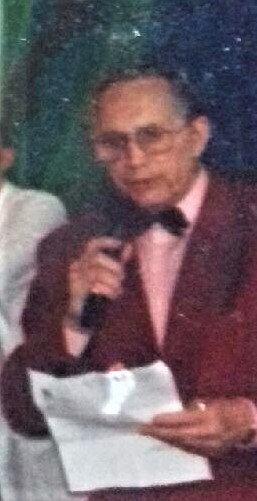
Zappy Max en 1989

Il défendait avec passion l'idée d'« impôt sur l'énergie » du député Eugène Schueller où il affirmait voir le plus juste possible de tous les impôts, qui pourrait peut-être même remplacer tous les autres.

### Décoration
En janvier 2005, il est nommé chevalier dans l’ordre des Arts et des Lettres[réf. nécessaire] à la demande de Michel Bruneau[réf. nécessaire], fondateur du Festival international du cirque de Massy.

## Hommages
- Il est évoqué dans le 373e des 480 souvenirs cités par Georges Perec dans Je me souviens.
- En 2007, il est filmé dans l'anthologie cinématographique Cinématon de Gérard Courant. Il en est le numéro 2178.
- Le 22 septembre 2008, Laurent Ruquier lui rend hommage en lui parlant au téléphone à l'antenne dans son émission On va s'gêner à la suite du conseil d'un auditeur de l'émission[8].
- Le 5 août 2012, Philippe Labro le reçoit dans Mon RTL à moi (RTL).
- Le 6 mai 2016, sur France Inter dans La Marche de l'Histoire (Le Témoin du vendredi), il est interviewé par Jean Lebrun[9].

## Filmographie
- 1940 : La merveilleuse aventure de Pinocchio : L'aboyeur (premier doublage de 1944, sorti en 1946)
- 1952 : Quitte ou double
- 1954 : Faites-moi confiance de Gilles Grangier
- 1955 : Les Chiffonniers d'Emmaüs
- 1957 : Printemps à Paris
- 1958 : Amour, autocar et boîtes de nuit de Walter Kapps
- 1978 : Feux de nuit de Bernard Marzolf
- 1990 : Outremer de Brigitte Roüan
- 2007 : Cinématon, n° 2178 de Gérard Courant
- 2007 : Couple, n° 120 de Gérard Courant
- 2007 : C'est parti, mon Zappy, Portrait de groupe #237 de Gérard Courant
- 2014 : Bourvil, la rage de vaincre, Un jour, un destin de Laurent Delahousse et Serge Khalfon

## Ouvrages
- Mes « Géants » du music-hall, Courtomer, ABM-éditions, 2010
- Les Aventures de Zappy Max contre le Tonneau (« Ça va bouillir ! », préface de l'album de bande dessinée parues dans Pilote en  1959), Éditions de l'Élan, 2010
- Maurice Tillieux, St. Julien : Le retour de Zappy Max. Ça va bouillir, BD, 1979, éd. Furioso.
- Rock'n Rôle, Le Coudray-Macouard, Cheminements, 2007
- Jacques Hélian et son orchestre : une saga fabuleuse, Le Coudray-Macouar, Cheminements, 2006 (OCLC 74489607)
- L'Âge d'or de la radio, Monaco, Éditions du Rocher, 2004 (OCLC 56821292) — prix Jean-Nohain 2005
- Ça va bouillir ! (recueils de souvenirs), Presses du Midi, 2004
- Mes quitte ou double, Paris, Dreamland, 2000 (OCLC 44172531)
- Amours de cirque, Givors, André Martel, 1956 (OCLC 2149263)

## Comédien
- 1969 : Au théâtre ce soir : Le mari ne compte pas de Roger-Ferdinand, mise en scène Jacques Morel, réalisation Pierre Sabbagh, théâtre Marigny
- 1973 : Au théâtre ce soir : Le Million de Georges Berr et Marcel Guillemaud, mise en scène Francis Morane, réalisation Georges Folgoas, théâtre Marigny.